# Camilla Läckberg – Mord in Fjällbacka
Camilla Läckberg – Mord in Fjällbacka (Originaltitel: Fjällbackamorden) ist eine schwedische Krimiserie, die ab dem 26. Dezember 2012 von Schwedens öffentlich-rechtlicher Fernsehgesellschaft
Sveriges Television ausgestrahlt wurde. Die sechs teils in Koproduktion mit dem ZDF erstellten Folgen basieren lose auf den Romanen der gleichnamigen Autorin Camilla Läckberg. In Deutschland wurden die einzelnen Episoden in geänderter Reihenfolge ab dem 5. November 2013 von ZDFneo gesendet.

## Handlung
Protagonisten der Serie sind die Krimiautorin Erica Falck (Claudia Galli) und ihr zwei Jahre älterer Ehemann Patrik Hedström (Richard Ulfsäter), der Ermittler bei der Polizei ist. Sobald im beschaulichen Fjällbacka etwas Dramatisches geschieht oder Mordopfer auftauchen, fühlt sich Erica mindestens so verantwortlich wie Patrik, den Fall zu lösen. Die beiden ergänzen sich. Erica ist mit den die örtlichen Gegebenheiten bestens vertraut, und Patrik ist durch seine langjährige kriminalistische Erfahrung mit sämtlichen Ermittlungsmöglichkeiten vertraut. Auch charakterlich ergänzen sich beide. Erica ist intelligent, jedoch auch impulsiv und direkt, Patrik hingegen ruhig und überlegt. Er muss sie nicht selten aus prekären Situationen retten, braucht aber auch genauso oft ihren Rat.
In der ersten Episode sind Erica und Patrik selbst betroffen. Nachdem Ericas Eltern bei einem Autounfall ums Leben gekommen sind, ziehen sie und ihr Mann in das Elternhaus nach Fjällbacka. Plötzlich steht ein Mann im Wohnzimmer und behauptet, der leibliche Sohn von Ericas Mutter zu sein.
In den weiteren Episoden folgen voneinander unabhängige Fälle.

## Besetzung und Synchronisation
Die deutschsprachige Synchronisation entstand nach den Dialogbüchern von Thomas Crecelius und Regina Kette unter der Dialogregie von Thomas Crecelius im Studio Hamburg Synchron, die jedoch lückenhaft dokumentiert wurde.
| Rollenname        | Schauspieler            | Folgen | Synchronsprecher      |
| ----------------- | ----------------------- | ------ | --------------------- |
| Patrik Hedström   | Richard Ulfsäter        | 6      | Tobias Schmidt        |
| Paula             | Pamela Cortes Bruna     | 6      | Kristina von Weltzien |
| Mellberg          | Lennart Jähkel          | 6      | Tim Grobe             |
| Annika            | Ann Westin              | 5      |                       |
| Maja              | Ellen Stenman Göransson | 5      |                       |
| Anton             | Lukas Brodén            | 4      |                       |
| Noel              | Simon Brodén            | 4      |                       |
| Kristina Hedström | Eva Fritjofson          | 4      | Micaëla Kreißler      |
| Erica Falck       | Claudia Galli           | 3      | Nadja Schönfeldt      |
| Torsten           | Måns Ellmark            | 3      |                       |
| Axel Frankel      | Jan Malmsjö             | 1      | Achim Schülke         |
| Herman Johansson  | Iwar Wiklander          | 1      | Bernd Stephan         |

## Episodenliste
| Nr. (ges.) | Nr. (St.) | Deutscher Titel            | Originaltitel        | Erstausstrahlung Schweden | Deutschsprachige Erstausstrahlung (D) | Regie             | Drehbuch                                              |
| --- | --------- | -------------------------- | -------------------- | ------------------------- | ------------------------------------- | ----------------- | ----------------------------------------------------- |
| 1 | 1         | Das Familiengeheimnis      | Tyskungen            | 28. Juni 2013             | 5. Nov. 2013                          | Per Hanefjord     | Maria Karlsson                                        |
| Ericas Eltern kommen bei einem Autounfall ums Leben und Erica zieht mit ihrem Mann in das Elternhaus nach Fjällbacka. Plötzlich steht ein Mann mitten im Wohnzimmer und behauptet, der leibliche Sohn von Ericas Mutter zu sein, der kurz nach der Geburt zur Adoption freigegeben worden sei. Erica sucht nach den damaligen Freunden ihrer Mutter und ihrem Halbbruder, um die Wahrheit zu erfahren. |           |                            |                      |                           |                                       |                   |                                                       |
| 2 | 1         | Die Tränen der Santa Lucia | Ljusets drottning    | 29. Sep. 2013             | 12. Nov. 2013                         | Rickard Petrelius | Linn Gottfridsson                                     |
| Lovisa, die zum Weihnachtsfest in der Kirche nicht zu ihrem Auftritt als Santa Lucia erscheint, ist verschwunden. Erica und Patrik befragen deren Freunde Henny und Axel. |           |                            |                      |                           |                                       |                   |                                                       |
| 3 | 1         | Die Hummerfehde            | Havet ger, havet tar | 22. Sep. 2013             | 19. Nov. 2013                         | Marcus Olsson     | Karin Gidfors, Michael Hjorth                         |
| Der brutale Mord an dem Fotografen Stigge Ericsson, der mit seinen Bildern die Geschichte Fjällbackas festgehalten hat, ist ein Schock für Erica und Patrik. Die beiden entdecken, dass Stigge mit seinen Fotos das halbe Hafenstädtchen erpresst haben könnte. |           |                            |                      |                           |                                       |                   |                                                       |
| 4 | 1         | Der Tod taucht auf         | Strandridaren        | 22. Sep. 2013             | 26. Nov. 2013                         | Rickard Petrelius | Linn Gottfridsson, Charlotte Lesche, Camilla Läckberg |
| Jessica Stenberg, eine junge Beamtin der Küstenwache, findet nach einem Sturm zwei tote Taucher. Zunächst deutet alles auf einen Unfall hin, doch Jessica glaubt, dass es Mord war. |           |                            |                      |                           |                                       |                   |                                                       |
| 5 | 1         | Tödliches Klassentreffen   | Vänner för livet     | 2. Jan. 2013              | 3. Dez. 2013                          | Richard Holm      | Charlotte Lesche                                      |
| Erica lässt sich bei einem Fernsehauftritt anlässlich ihres neuen Kriminalromans zu einer Aussage hinreißen. Sie will ihren nächsten Roman ihrem als vermisst geltenden Freund Peter widmen. Peter war als Vierzehnjähriger verschwunden und wurde seitdem nicht mehr gesehen. Das einzige Lebenszeichen waren ein paar Ansichtskarten aus Spanien.                                                    |           |                            |                      |                           |                                       |                   |                                                       |
| 6 | 1         | Die Kunst des Todes        | I betraktarens öga   | 26. Dez. 2012             | 10. Dez. 2013                         | Jörgen Bergmark   | Pernilla Oljelund                                     |
| Erica und ihr Mann Patrik erhalten Besuch von Ericas jüngerer Schwester Anna. Als Maklerin will sie das Elternhaus von Hasse Vennerman und seiner Schwester Anita an den Mann bringen. Die beiden verkaufen auch die alten Möbel und Kunstobjekte ihrer Eltern, deren Wert die Kunstexpertin Britta Bergmark bestimmen soll.                                                                           |           |                            |                      |                           |                                       |                   |                                                       |